# Darryl Powell
Darryl Anthony Powell, né le 15 novembre 1971 à Lambeth, est un footballeur anglais ayant pris la nationalité jamaïcaine.

## Carrière
Powell commence sa carrière professionnelle à Portsmouth, jouant en seconde division. Le club se qualifie pour les play-offs en 1992-1993 mais ne décroche pas la promotion. Il signe, en 1995, avec le Derby County qui monte en Premier League la saison de son arrivée. 
Le joueur est sélectionné en équipe nationale jamaïcaine pour la Coupe du monde 1998. Il entre en cours du premier match, face à la Croatie, à la place de Peter Cargill et joue le match contre l'Argentine comme titulaire. Lors de ce match, il est expulsé avant la mi-temps après avoir reçu deux cartons jaunes. Il joue aussi la Gold Cup 2000 avec la Jamaïque.
Derby County se bat longtemps dans le ventre mou du championnat avant d'être relégué lors de la saison 2001-2002. Powell en profite pour quitter le club. Il signe avec Birmingham City avant de s'exiler, pendant deux saisons, aux États-Unis, chez les Rapids du Colorado.